# Rectoría de Borley
La Rectoría de Borley fue una mansión de la época Victoriana situada en el pueblo de Borley, condado de Essex, Inglaterra. Fue construida en 1863 en el mismo sitio donde se hallaba situada otra rectoría y destruida por un incendio en 1939.
Esta rectoría saltó a la fama debido a una serie de presuntos fenómenos paranormales que sucedían habitualmente en el lugar según algunas personas que residieron en el edificio. En 1939 la historia de Borley, que ya era conocida en todo el país, fue seguida por el Daily Mirror. Además, en la etapa final en la que el edificio se hallaba en pie los sucesos fueron investigados por el prestigioso investigador Harry Price, el cual lo describió como «The Most Haunted House in England» (La casa más encantada de Inglaterra), frase que captó poderosamente la atención de la prensa. Tiempo después sería considerada la casa más encantada del mundo. En 1940, el investigador psíquico Harry Price publica sus conclusiones en The Most Haunted House in England: Ten Years' Investigation of Borley Rectory.

## Historia
La rectoría fue construida cerca de la iglesia de Borley por el reverendo Dawson Henry Ellis Bull en 1862 y se trasladó un año después de ser nombrado rector de la parroquia. El gran edificio fue construido como sustitución al anterior edificio que también sirvió como alojamiento para el rector anterior, el reverendo Herringham. La rectoría fue finalmente ampliada para servir a una familia de 16 miembros.

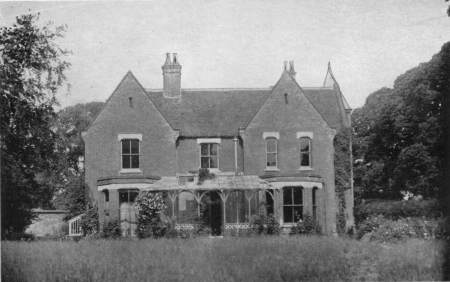
Vista general de la rectoría Borley.

Hay evidencias de que haya habido una casa anterior a la primera rectoría. Lo cierto es que durante el siglo XII hubo en el lugar una iglesia que servía a una comunidad rural bastante dispersa.

## La leyenda
La leyenda afirma que en el lugar se situaba un monasterio benedictino, construido supuestamente en 1362. Un monje llevó a cabo una relación con una monja de un convento cercano. Después de que se descubriera su romance, el monje fue ejecutado mediante ahorcamiento y la monja tapiada viva en los muros del convento. Estos sucesos serían los impulsores del supuesto encantamiento y por tanto de todos los fenómenos paranormales acontecidos en el lugar. 
Hay varias versiones de esta misma historia en la que se incluye al cochero que conducía el carruaje en el que escapaban del lugar después de ser descubierto su romance. Pero la historia encuentra en estos dos personajes (la monja y el monje), los pilares básicos mediante los cuales sustentan estos supuestos hechos paranormales.
En 1938 se confirmó que esta historia fue probablemente inventada por los niños de la rectoría como una forma de idealizar el edificio.

## Encantamiento
El primer evento paranormal fue reportado alrededor de 1863, según el cual se oían pasos inexplicables en el interior de la casa. El 28 de julio de 1900 cuatro de las hijas del rector afirmaron haber visto el fantasma de una monja a 40 yardas de distancia. Según relataron, se intentó hablar con el fantasma pero este desapareció a medida que se acercaban a él. Más tarde hablarían de numerosas apariciones y muy habituales. Varias personas admiten haber sido testigos de fenómenos inexplicables como "un carruaje fantasma impulsado por dos jinetes sin cabeza".
El 9 de junio de 1927, el rector, Harry Bull, murió y la casa rectoral de nuevo quedó vacía. Al año siguiente el reverendo Eric Guy Smith y su esposa se trasladaron al edificio. Poco después de mudarse la Sra. Smith se encontró, cuando limpiaba un armario, un paquete de papel marrón en cuyo interior encontraba el cráneo de una mujer joven. Poco después se sucedieron fenómenos tales como que la campana de servicio sonaba incluso después de haber sido cortadas las cadenas o que extrañas luces aparecían en las ventanas. Además, la Señora Smith aseguraba haber visto de noche un carro tirado por caballos. Smith contactó con el Daily Mirror para pedirles que la pusieran en contacto con la sociedad de investigación psíquica. El 10 de julio de 1929 un reportero se acercó a la mansión para escribir una serie de artículos detallando los supuestos misterios de la Rectoría Borley.